# 바쉬네프트
바쉬네프트(러시아어: Башнефть, 영어: Bashneft)는 러시아 바시키르 공화국 우파에 본사를 두고 석유 탐사 및 채광, 정유 및 석유 제품 운송 등을 전문으로 하는 에너지 회사이다.